# 米哈爾基
50°40′36″N 29°33′22″E / 50.67667°N 29.55611°E
米哈爾基（烏克蘭語：Мигалки）是位於烏克蘭北部的村莊，由基辅州布恰区的皮斯基夫卡市鎮負責管轄。該村處於捷捷列夫河畔，始建於1415年，面積14平方公里，2001年人口1,157。